# Cornetul Pocruiei
Cornetul Pocruiei este o arie protejată de interes național ce corespunde categoriei a IV-a IUCN (rezervație naturală de tip mixt), situată în județul Gorj, pe teritoriul administrativ al orașului Tismana.

## Descriere
Rezervația naturală aflată în partea nord-estică a satului Pocruia a fost declarată arie protejată prin Legea Nr.5 din 6 martie 2000 și se întinde pe o suprafață de 70 hectare.
Aria naturală reprezintă o zonă împădurită (alcătuită din două corpuri,  între Piatra Procuii și Dealul Pocruii) ce adăpostește mai multe specii floristice și faunistice, unele protejate prin lege.